# Robert Fisher (cónego)
Robert Fisher (por volta da década de 1490 – por volta da década de 1510) foi cónego de Windsor de 1509 a 1510.

## Carreira
Ele foi educado em Paris, onde foi instruído por Desiderius Erasmus.
Ele foi nomeado:
- Capelão do Rei
- Vigário de Warkworth 1495
- Reitor de Chedzoy, Somerset 1508

Ele foi nomeado para a oitava bancada na Capela de São Jorge, Castelo de Windsor em 1509 e manteve a canonaria até 1510.